# Millbrook (Cornouailles)
Pour les articles homonymes, voir Millbrook.
Millbrook est une paroisse civile et un village des Cornouailles, en Angleterre.